# Nom de guerre
Nom de guerre (franska: "krigsnamn") var ursprungligen en tradition i Frankrikes armé, belagd från 1600-talet. Från 1716 skulle alla franska soldater ha ett soldatnamn, och bruket har också funnits i Franska främlingslegionen. Det franska bruket kan liknas vid de soldatnamn som användes i Sverige under Indelningsverkets tid.
Begreppet nom de guerre har i modern tid kommit att användas för de pseudonymer som olika politiska aktivister, revolutionärer och terrorister har använt som kodnamn, ofta för att undvika att lätt kunna identifieras. Dessa noms de guerre har sedan ofta fortsatt att användas även sedan personen har kommit till makten i sitt land.

## Närstående begrepp
Det finns ett antal andra begrepp som är närstående begreppet nom de guerre. Ibland flyter bruket av de olika termerna ihop, det är inte i varje situation möjligt att göra helt klara skiljelinjer mellan orden.
Nom de guerre har tidvis används om det namn, som ursprungligen en artist stundom antog istället för sitt verkliga och under vilket artisten uppträdde inför publiken. Detta kallas numera normalt för artistnamn. Senare har användningen av nom de guerre snarare avsett det namn som även andra än artister kan ta om de på något sätt riskerar hämnd eller repression för sina handlingar, förutsatt att det som hotar inte är moraliskt försvarbart. Här har användningen av begreppet för de påhittade namn som används av politiska aktivister, revolutionärer och terrorister blivit vanlig.
En brottsling, som hotas av åtgärder som ses som moraliskt försvarbara (nämligen rättegång och dom), använder sig därför inte av det som kallas ett nom de guerre, utan av ett alias. När det kommer till revolutionärer och terrorister, kan folk med olika politiska värderingar ibland ha olika uppfattningar om personens kodnamn kan kallas nom de guerre eller om personen är en simpel brottsling som då går under alias. Skillnaden kan också visa sig senare, i den historiska utvecklingen.
Ett alternativ till nom de guerre för författare är nom de plume "fjäder(-penn)namn".

## Kändanoms de guerre
- Yassir Arafat, eg. Mohammed Abdel Rahman Abdel Raouf Arafat al-Qudwa al-Husseini, ledare för PLO
- Willy Brandt. eg. Herbert Frahm, flykting undan den nazistiska regimen i Tyskland och senare västtysk förbundskansler
- Che Guevara, eg. Ernesto Guevara de la Serna, latinamerikansk revolutionär och politiker
- Mata Hari, eg. Margaretha Geertruida Zelle, förmodad spion under första världskriget
- Jomo Kenyatta, eg. Johnstone Kamau wa Ngengi, kenyansk självständighetsförespråkare och senare president
- Vladimir Lenin, eg. Vladimir Iljitj Uljanov , rysk revolutionär och sedan sovjetisk statsledare
- Josef Stalin, eg. Ioseb Besarionis Dze Dzjughasjvili, georgisk revolutionär och sedan sovjetisk statsledare
- Subcomandante Marcos, eg. (troligen) Rafael Sebastián Guillén Vicente, mexikansk gerillaledare
- M.N. Roy, eg. Manabendra Nath Roy, indisk revolutionär och politiker
- Pancho Villa, eg. José Doroteo Arango Arámbula, mexikansk revolutionär
- Pol Pot, eg. Saloth Sar, kambodjansk revolutionär och senare regeringschef